# Aviones Comerciales de Guatemala (Avcom)
Aviones Comerciales de Guatemala, también conocida como  AVCOM fue una aerolínea chárter con base en la Ciudad de Guatemala, Guatemala.  Fue establecida en 1954. Opera vuelos chárter domésticos y estaba asociada al Grupo TACA . Su base principal era el Aeropuerto Internacional La Aurora.

## Flota
La Flota de Avcom a marzo de 2007 era:
- 5 DHC-6 Twin Otter Series 300
- 1 De Havilland Canadá Dash 7
- 4 Aero Commander 500

## Accidentes e incidentes
- El 16 de febrero de 1996, un DHC-6 Twin Otter Serie 300 (registrado TG-JAK), se encontraba en un vuelo en ferry desde la ciudad de Guatemala a Cancábal y se estrelló. Al acercarse, el capitán descendió a las nubes debajo de MDA. La aeronave contactó con árboles y se estrelló, matando a los 2 ocupantes a bordo.[3]